# Retrogradna amnezija
Retrogradna amnezija odnosi se na nemogućnost dosjećanja događaja koji su se dogodili prije vremenskog perioda u kojem je prouzročena amnezija. Uzrok retrogradnoj amneziji može biti trovanje, udarac u glavu, krvarenje u moždano tkivo kod CVI-a.